# Telegram
Telegram (/ˈtɛlᵻɡram/) es una plataforma de mensajería y VOIP desarrollada por los hermanos Nikolái y Pável Dúrov. La aplicación está enfocada en la mensajería instantánea, el envío de varios archivos y la comunicación en masa. Se anunció oficialmente el 14 de agosto de 2013, tiempo después del autoexilio de los hermanos Dúrov y antiguos compañeros de VK a otros países por posturas opuestas al gobierno de Rusia. A julio de 2021 una organización homónima autofinanciada gestiona su desarrollo, cuyo centro de operaciones está en Dubái, Emiratos Árabes, y su matriz está registrada legalmente en las Islas Vírgenes Británicas.
El servicio ofrece funcionalidades enfocadas en realizar charlas entre usuarios. Salvo excepciones, los mensajes son almacenados ─o archivados en caso de que se desee ocultarlos─ en la nube con opción de reenvío, borrado temporizado, acciones de búsqueda, realizar llamadas y conferencias y adjuntos varios. Desde 2014 se añaden los adjuntos de archivos de todo tipo, ya sean documentos, multimedia o animaciones gráficas, con un límite de subida de 2 GB cada uno. Además, para facilitar en compartir contenido colectivamente se emplean los canales de difusión para boletines y los grupos para discusiones, con ajustes de privacidad, públicos o privados, la posibilidad de compartir encuestas y la formación de chats de voz sin límite de oyentes. La lista de contactos y permisos son gestionados en sus respectivas secciones.
La información es cifrada mediante la tecnología MTProto en dos mecanismos. Por defecto, las conversaciones, borradores, publicaciones de grupos y canales y la lista de contactos se cifran íntegra e independientemente vía servidor—el formato varía por el tipo de información— antes de sincronizar o respaldar en la nube personal; posteriormente, las claves son desgranadas y separadas por seguridad. Por otro lado están las llamadas, el servicio de autorellenado Passport y los «chats secretos», exclusivos para conversaciones entre emisor y receptor, que aplican codificación local entre dispositivos clientes extremo a extremo. La última función, promocionada por primera vez en el Criptoanálisis de 2014, recibió críticas de algunos criptógrafos y activistas y ha sido conocida por ser usada por el Estado Islámico como herramienta para comunicar sus acciones. Como respuesta, los desarrolladores realizaron actualizaciones en la tecnología para «proveer mayor privacidad y seguridad», lema del servicio.
Adicionalmente, Telegram ofrece utilitarios para uso personal y colectivo. Entre ellos está el apartado «mensajes guardados», donde se pueden almacenar conversaciones, apuntes personales y recordatorios. Para la automatización de tareas masivas se desarrollan bots, que realizan actividades y servicios extras como pagos, juegos, moderación de grupos o asignación de otras tareas bajo inteligencia artificial. Los bots se aplican también en el ámbito empresarial y social.
Inicialmente el servicio fue empleado para teléfonos móviles Android e iOS y el año siguiente para múltiples plataformas: macOS, Windows, GNU/Linux, Firefox OS, navegadores web, y otras. Las aplicaciones usan la interfaz de acceso gratuito, permitiendo a los desarrolladores crear clientes externos. Hay clientes con licencia libre (GNU GPL versión 2 y 3) pero el servidor es software privativo.
La aplicación soporta varios idiomas. En el caso del español para los móviles se tradujo a principios de febrero de 2014 y para computadoras a finales del mismo año, cuando Telegram aumentó sorpresivamente su cuota de uso en Irán, España, Rusia, Hong Kong, Brasil, Bielorrusia y otros países. Para enero de 2021 superó los quinientos millones de usuarios activos mensuales y, según Sensor Tower, consiguió más de 63 millones de descargas de clientes móviles en ese mes. De la misma fuente en agosto de 2021 consiguió las mil millones de descargas desde las tiendas de aplicaciones. La adaptación a los cambios de diseño y la facilidad de uso, que ofreció herramientas para evadir el bloqueo a la plataforma en algunos países como Rusia, consiguió que sea considerada como elemento influyente entre los medios de comunicación.

## Características

### Chats e interacciones

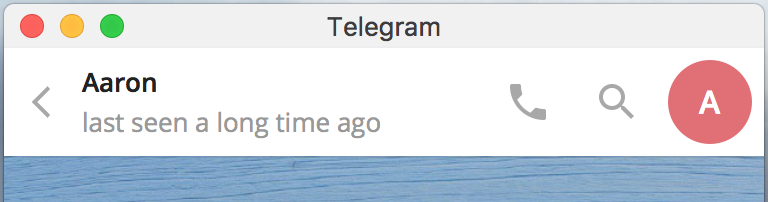
El estado del usuario en el chat: Nombre, la última conexión, los botones de llamada y de búsqueda y el avatar de usuario.
Algunas de ellas podrían variar por la configuración de privacidad de quien conversa.

La interfaz principal enlista las conversaciones realizadas por contactos (agregados por la agenda) con sus respectivas imágenes de perfil. Para las conversaciones, las marcas de verificación son indicadas debajo del cuadro de texto: Uno (✔) cuando el mensaje es enviado a la nube con éxito; y dos (✔✔) cuando el receptor terminó de leer una vez recibido. 
Por defecto, el usuario puede saber si el emisor está conectado hace cierta cantidad de tiempo, que se puede configurar para dejarlo inexacto. Para la interacción del contacto se muestra un estado: si escribe, envía una foto, comparte un vídeo o sube un archivo antes de compartirlo. En caso de que el mensaje esté escrito en la caja de texto se considera un "borrador" y es sincronizado solo por el emisor hasta que esté enviado o borrado.
Al ser un servicio en la nube, los mensajes son almacenados de forma privada, cifrados por el propio servidor y se pueden realizar búsquedas en la aplicación para texto y fechas. En 2016 se añade un chat para guardar mensajes y contenido en la nube de forma personal llamado "Mensajes guardados". En septiembre de 2016 Dúrov señaló en Twitter que el respaldo en la nube (incluyendo de grupos y conservaciones a sí mismo) es indispensable para que los usuarios puedan recuperar las conversaciones al instante sin recurrir a servicios de terceros.
Además de almacenarse en la nube, se guardan copias de multimedia en el dispositivo móvil para acceder sin conexión a red. En el cliente de Android, están guardados en una carpeta dedicada. En los "Ajustes de almacenamiento" se indican que las conversaciones descargadas son borradas o cuanto tiempo se realiza la limpieza de caché.
En abril de 2019 se implementó el archivado de las conversaciones. En mayo de ese año, la aplicación advierte ciertas cuentas consideradas como "scam". En marzo de 2020 se introdujeron las carpetas para actividades personales, laborales o de otra índole.

El mensaje es indicado como enviado (con una marca), leído (doble marca) o con un número de visionados (en canales). A 2017 el número no contabiliza la cantidad de usuarios únicos.

### Grupos y canales
Grupos: Los grupos permiten comunicarse en círculos de hasta 200 000 participantes, con administradores y un sistema de permisos muy eficiente. Desde noviembre de 2015, se incrementaron la capacidad máxima de integrantes e incluyeron características como el historial completo, modo silencio por defecto, sistema de suspensión temporal o permanente, posibilidad de hacer encuestas, anclaje de mensajes y otras funciones. Para señalar en la conversación se emplea el carácter @ seguido del contacto a mencionar. En junio de 2019, los grupos son asignados a una localización para eventos, lugares públicos o manifestaciones.
Canales: Los canales es una característica social que separa de los grupos, para enfocarse a audiencias ilimitadas, y se usó masivamente en el Oriente Próximo. Los mensajes son difundidos de forma unidireccional a los espectadores. Cada publicación lleva un contador de visitas en lugar de marcadores. Los administradores son quienes únicamente crean mensajes, editan su contenido y gestionan la lista de suscriptores. Opcionalmente, los creadores enriquecen los mensajes automáticamente con botones de "me gusta" y añadir funcionalidades al asignar bots como moderadores. Para los canales públicos se aplican alias y enlaces t.me específicos para compartir a las redes sociales.

#### Detalles sobre grupos y canales
El creador del grupo o canal decide primero si es público o privado. El canal o grupo público tendrán un enlace t.me/alias accesible desde la web. O, exclusivamente en canales, t.me/s/alias para la previsualización de las publicaciones sin necesidad de registro. Desde junio de 2019 es posible enlazar el grupo público o privado al canal para que las publicaciones del segundo sean reenviadas automáticamente al primero. Desde septiembre de 2020 los comentarios realizados dentro del canal aparecerán como un segmento adicional del grupo.

### Adjuntos

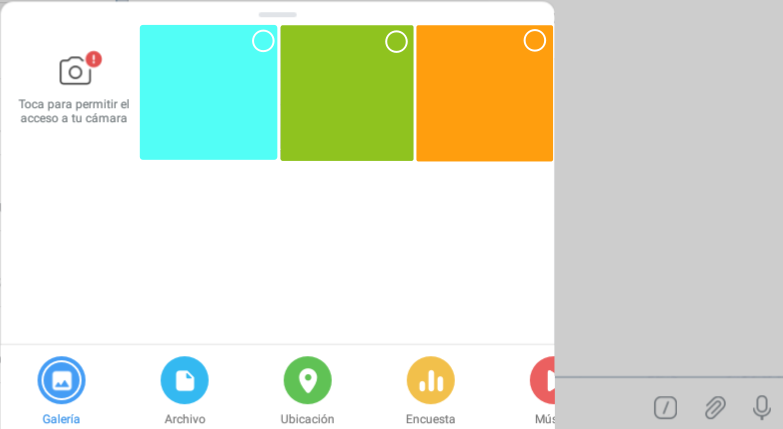
El menú desplegable en Android (versión 7) con el carrete de fotos y una selección de otros adjuntos (archivos, música, encuestas, ubicación y contactos).

En general Telegram soporta documentos (desde 2014), multimedia, notas de audio, zonas geolocalizadas, GIFs, contactos, enlaces web y otros archivos con un máximo de 2 GB cada uno. Incluye una galería multimedia sin necesidad de realizar una lectura o descarga completa de archivos en el dispositivo. Desde diciembre de 2018 se adjuntan encuestas.
A finales de 2014 se integró un buscador para encontrar imágenes por Internet y conservarlos en la lista "Reciente". De forma paulatina, usando la base de datos de Giphy, se implementó al servicio una colección de vídeos en bucle de cortos animados o escenas virales para escoger desde la aplicación para iOS y, días después, los dispositivos Android. A inicios de 2015 las aplicaciones pueden usar los stickers que se relacionan con los emoticonos, distribuidos en paquetes, y la opción de crearlos.
En 2016 se estrenó Instant View para ver un extracto de una página web. En noviembre del mismo año se añade la opción de compartir la ubicación en directo por un tiempo establecido. En 2017 se implementaron los vídeomensajes junto a los mensajes de audio, que pueden ser alternados desde el botón dedicado.

#### Comandos integrados
Parte de las funcionalidades fueron la base de la interacción de archivos multimedia sin necesidad de depender de otras aplicaciones. Más adelante, éstas fueron evolucionadas en los bots integrados —destacando, @pic, @gif, @youtube y @sticker que actúan similar a las ya indicadas— para ser usados dentro de la conversación mediante alias. Para utilizar los bots, basta con mencionar su alias en la caja de texto antes de su envío. En mayo de 2016 se añadió un listado de accesos para compartir contenido ubicado en el menú de adjuntos.

### Chats secretos
Desde 2014 es posible realizar mensajes restringidos con chats secretos: Siempre que el otro usuario acepte la invitación y tenga un cliente compatible, los mensajes son firmados por una clave de cifrado de dispositivo a dispositivo. Las claves son visualizadas en forma de cuadros binarios y revocables por un tiempo. Adicionalmente, los mensajes son efímeros; en octubre de 2014 se incluyó el modo "toca y suelta" para las imágenes que pueden ser eliminadas pasado cierto tiempo.
Algunas funciones de los chats secretos se implementaron en los chats normales. En 2017 se incluye la opción de autoborrado de imágenes y vídeos sin recurrir a los chats secretos. Posteriormente, en 2021 el autoborrado se extiende a todos los mensajes enviados, con un límite de 1 a 7 días.

### Sesiones de usuario
La sesión es vía número telefónico y que depende del operador de telefonía móvil para usar la pasarela SMS. Para iniciar sesión se enviará códigos de verificación sin gastos adicionales (o llamadas si no funcionase). Cada sesión es registrada con la dirección IP y la hora de acceso, las sesiones son controladas por el usuario y se cierran de forma remota. Para agilizar el funcionamiento al iniciar otra sesión, el código de verificación es recibido por una de la aplicaciones vinculadas con la cuenta.
Además de los mensajes de confirmación el acceso se complementa con autenticación en dos pasos (también llamado como "verificación en dos pasos" o "2FA"). Este sistema añade una contraseña de acceso alfanumérica después de confirmar vía SMS. Opcionalmente, el usuario puede cambiar la contraseña vía correo electrónico. Como medida de seguridad Telegram notifica a los afectados si hubo intentos de acceso con la contraseña incorrecta, incluyendo los detalles y la dirección IP del intento no autorizado. Esta característica evita intentos de acceso no autorizado debido a los reportes de vulnerabilidad en casilla de voz de los operadores de telefonía.
Mediante la opción Cambiar número la cuenta de usuario migra a otra línea telefónica de manera irreversible sin perder los mensajes e información propia; a la vez, el número es renovado en la lista contactos (excluyendo a los ya bloqueados). Según el soporte de voluntarios es necesario cambiar al número vigente lo más pronto posible para evitar robo de identidad.

### Desarrollo de chatbots
Los chatbots están optimizados en realizar servicios de mayor carga, diferenciándose de los usuarios corrientes. Tienen capacidad de obedecer comandos avanzados de texto solamente, administrar de canales y grupos, compartir contenido, elaborar votaciones en tiempo real y ejecutar juegos y pagos. Algunos de ellos son bots integrados para compartir contenido sin salir de la aplicación. Mediante interacciones como comandos o archivos multimedias, los bots se aplican en las actividades económicas, venta de productos y realización de actividades sociales.
Fueron anunciados a mediados de 2015 inicialmente como propuesta para redifusión web y fueron mejorados para imitar al software como servicio. Uno de ellos es el bot oficial Gmailbot para gestionar y enviar correos en cuentas Gmail. Además de IFTTT para la integración con otros servicios de red social y de la nube en canales y grupos. Para su desarrollo es indispensable obtener un KIT para interpretar la API de MTProto y los tókenes para validar el funcionamiento.

### Llamadas

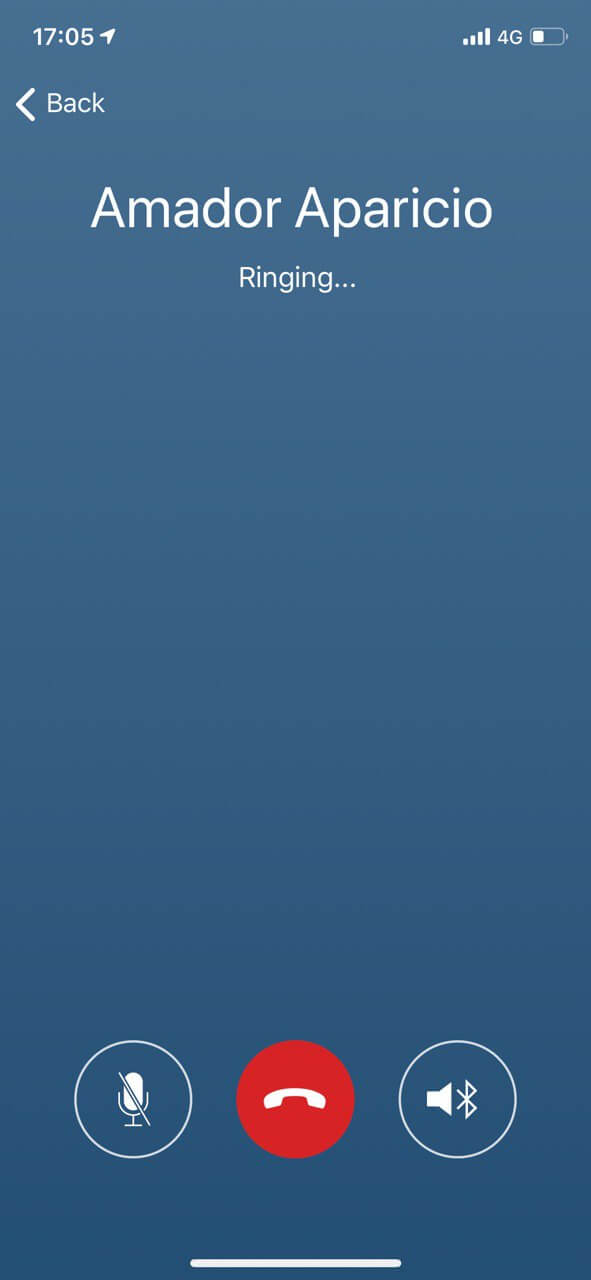
Interfaz de llamada VoIP.

En 2017 se añadieron las opciones de llamadas de audio entre dos. Esta opción se extendió en 2020, cuando en abril de ese año el equipo anunció el desarrollo de llamadas de audio y vídeo grupales. Para junio de 2020 se realizaron pruebas de vídeo entre desarrolladores, y la funcionalidad de cara a cara se estrenó oficialmente para la versión 7.0 para móviles y 2.3 para escritorio. Para mayo de 2021 todas las plataformas de escritorio y dispositivos portátiles llevaron finalmente las videollamadas para chats privados, canales y grupos con cancelación de ruido y compartir pantalla (versión 7.8), que se estrenaron oficialmente el 25 de junio. Para septiembre de 2021 las conferencias y transmisiones en vivo por audio y vídeo son ilimitadas, sin límite de tiempo, calidad de imagen y espectadores.
Las llamadas entre pares se realizan desde el menú de acciones y están cifradas de extremo a extremo. La clave se identifica fácilmente con emojis cuya cantidad de combinaciones varía. Tienen botones para cambiar la cámara y desactivar los canales de vídeo y audio. Opcionalmente, se recurre a la conexión peer-to-peer para reducir la latencia. En el caso de las llamadas grupales, disponible en los grupos, llevan otro cifrado y que no tiene límites de integrantes.

### Pagos y transferencias monetarias

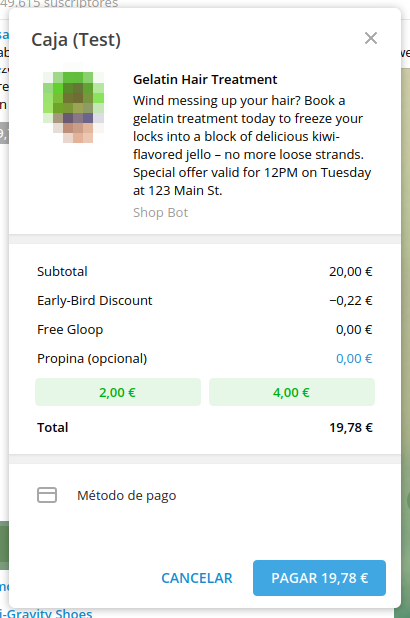
Interfaz de confirmación de pago.

En Telegram tiene varias modalidades para realizar pagos dentro de la aplicación. Sin embargo, y como intermediador, las transacciones bancarias no llevan comisión y los datos no son conservados en la nube.
- Desde en junio de 2017 Stripe y otros proveedores permiten realizar pagos en cuentas de bots.[111] Esto se extiende a Apple Pay desde su lanzamiento y Google Pay al mes siguiente.[93][112] Debido a su alta popularidad en Rusia con más de mil millones de rublos en operaciones durante 2019,[113][114] en enero de 2020 la aplicación identifica la procedencia del banco para facilitar la gestión de transacciones.[110]
- En octubre de 2018 se realizaron pruebas para administrar billeteras de su criptomoneda Gram.[115] Por el momento, no están implementadas oficialmente.
- En marzo de 2020 se permite realizar transferencias monetarias al escribir la cuenta bancaria en conversaciones privadas. El primer proveedor es Yandex Money y dirige a su aplicación para introducir la cantidad de dinero a la billetera del emisor.[116][117][118]
- En julio de 2021 se anunció oficialmente un bot para realizar donaciones de los canales con 3 meses de antigüedad y 1000 suscritos. A diferencia de la transferencia entre usuarios, el monedero tiene una comisión de hasta 5% por operación. Requiere una previa verificación realizada con Passport.[119]

### Otras características

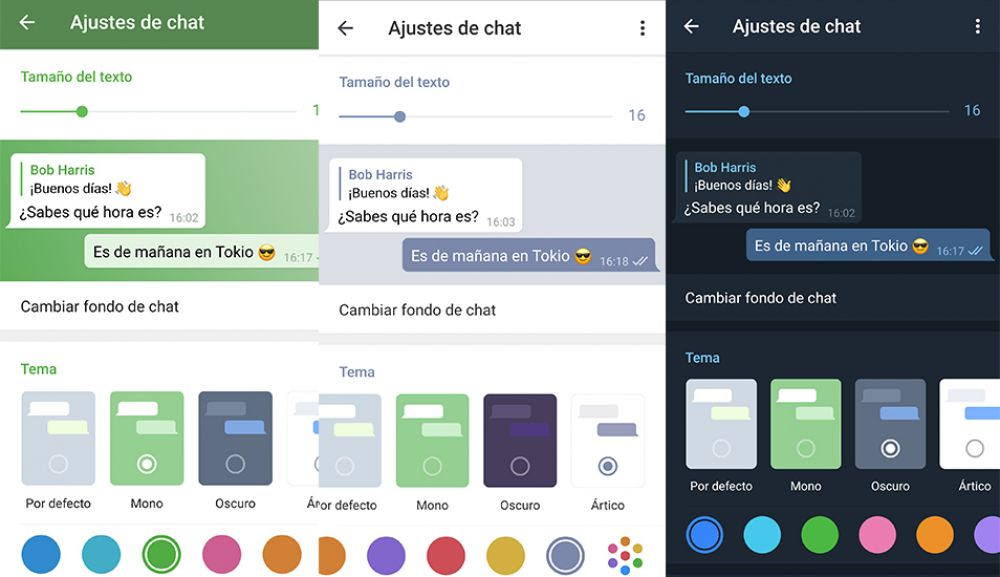
Selección de temas en Telegram para Android. Desde la versión 5.11 se incluye un simplificado menú con variaciones.

- Identificación por alias: Cada usuario puede ocultar su propio número telefónico o mostrarlo solo a contactos de confianza,[62] y usar alias para contactar con desconocidos. Cualquiera puede contactar su cuenta de usuario con escribir su alias en el buscador. Además, puede configurar si desea recibir llamadas.[43] Desde diciembre de 2014 se creó un acceso directo tipo t.me/alias.[84][85]
- Otras opciones de privacidad: A mayo de 2019 de forma individual puede permitir o impedir a los contactos o grupos que: se muestre su imagen de perfil, indique su última conexión, contactarse desde un mensaje reenviado, reciba llamadas (incluyendo peer-to-peer) y estar incorporado sin aviso en grupos y canales.[120]
- Evasión de bloqueo: Desde 2018 se implementó el servicio MTProto Proxy durante el bloqueo regional en Rusia. Permite compartir servidores exclusivos para acceder Telegram en caso de que sea restringido en el país.[121]
- Notificaciones: Es posible silenciar notificaciones de los contactos o grupos.[122] En 2014 se añade la opción de mostrar mensajes emergentes.[123] El usuario leerá los mensajes recibidos con la aplicación o vía push.[124]
- Geolocalización en grupo: Este servicio basado en localización se usa en grupos para conocer los paraderos de sus integrantes en un mapa. Se muestra en tiempo real a aquellos quienes permitieron anticipadamente.[69]
- Utilitarios: Para los sitios web y enlaces sociales los desarrolladores ofrecen un marcador a través del URI tg://msg?text=...&url=... que fue implementada para telegram.me y t.me.[125][126] En 2017 se añadió la opción de usar temas personalizados en Android y la versión para PC[127] y en 2018 se incluyó el modo noche para iOS.[59] También en 2018 se formalizó el servicio de autorellenado Passport. En 2019 los clientes portan múltiples cuentas de usuario.[128]
- Historias: Implementada en agosto de 2023, permite crear publicaciones multimedia para los contactos que desean compartir. Se encuentra en una sección dedicada y, a diferencia de los canales, estos suelen tener una permanencia máxima en su perfil de 24 horas (configurable para Telegram Premium).[129] Los administradores de canales también pueden usarlas, con la condición de recibir una determinada cantidad de impulsos por los usuarios de Premium.[130]
- Perfiles de negocios: En 2024, las empresas pueden recurrir a la plataforma de Telegram Business por una suscripción mensual. A diferencia de los perfiles estándar, cuenta con mejoras para atender a los clientes: pestañas dedicadas a atender pedidos o recibir comentarios, lista de horarios en la descripción y respuestas rápidas.[131]

### Telegram Premium
En junio de 2022 se realizaron pruebas de Telegram Premium, un servicio de suscripción de pago. A diferencia de las características normales, se incrementarán capacidades a los suscriptores como el límite de cuatro cuentas por cliente, la capacidad de envío a 4 GB por archivo, pegatinas exclusivas, eliminación de publicidad entre canales, entre otros. Para julio de 2023, los usuarios pueden probar las Historias, una función de mensajes públicos efímeros.
El 19 de junio de 2022 se anunció oficialmente la disponibilidad para todos los clientes recientes, versión 8.7 para móviles, con precios entre cinco a seis dólares mensuales. El costo varía según lugar y medio de pago (vía tienda de aplicación o por el bot oficial @premium). En octubre de 2022 el servicio redujo su precio en la India, su mayor mercado, a poco más de dos dólares mensuales.

## Servicios
Adicionalmente, Telegram ofrece servicios complementarios al servicio de mensajería:
- Telegraph: Para página para la redacción y publicación de textos. Se integra con el bot @telegraph para gestionarlos.
- Telescope: Una web que provee videomensajes para canales públicos.
- TDlib: Una librería de desarrollo de código abierto para facilitar la creación de bots y aplicaciones basadas en esta plataforma. Algunos ejemplos desarrollados en TDlib son: Telegram X y Unigram.
- Payments: Brinda la posibilidad de realizar pagos a través de la app usando la API de bots que ofrece Telegram.
- Gmailbot: Bot que actúa como cliente básico de Gmail. Mantenido por el propio equipo de Telegram.[94]
- Comments.app: Este servicio añade opcionalmente la opción de comentarios a las publicaciones de los canales públicos. Los usuarios pueden ver y comentar: si marcan la opción para iniciar sesión, en un enlace específico de la web. Para incorporar el botón de comentarios es necesario añadir como administrador a @discussbot.[62]

## Organización
La organización así como sus voluntarios es administrada por Telegram FZ-LLC, concebida inicialmente por Pável Dúrov en el 2014 bajo una organización apátrida y sin ánimo de lucro. Previamente el servicio fue impulsado por una startup secreta de Digital Fortress, en el cual Pável invirtió según una bitácora del 3 de octubre de 2013. Digital Fortress es una empresa del estadounidense Axel Neff, inversor y amigo de uno de los trabajadores de VK Ilya Perekopsky. Tras conocer a Pável, Axel invirtió $4.8 millones para su futura formación. La primera empresa fue Telegram LLC, creada tiempo después de su lanzamiento oficial en el 2013 ubicada en Delaware, Estados Unidos. Después la organización migró a Berlín y, adicionalmente, la nueva empresa se registró fiscalmente en Londres bajo Telegram Messenger LLP. hasta su disolución en 2019. En diciembre de 2017 su sede central está en una oficial del piso 23 del rascacielos de Dubai Media City en Dubái.
Son 12 desarrolladores que están involucrados en el núcleo de la administración (en abril de 2014 y que aumentó a 15 en febrero de 2016) y 30 ayudantes para la política de uso. La ubicación del centro de operaciones se mantiene en secreto; según una entrevista de un exempleado para el diario francés Le Monde, la mayor parte del equipo estuvo reunido en la Casa Singer de Rusia. Otros cargos notables son: Mijaíl Ravdonikas, conocido como Markus Ra, como responsable de la asistencia técnica voluntaria. Andréi Yakovenko como director creativo. Y Nikolái Dúrov, hermano de Pável, como encargado principal en el desarrollo de aplicaciones. Más adelante, en 2018 se sumó Elies Campo como director de acuerdos corporativos. También en 2018 Ilya Perekopsky ocupa como vicepresidente de la organización.
La organización que se desarrolla Telegram no está afiliado ni concedido por cualquier gobierno, como respuesta a los proyectos de vigilancia electrónica estadounidense y ruso. Incluso Dúrov, en 2018, pidió a los medios que no relacionen la aplicación con Rusia. Tampoco está pensado en vender a las empresas o ganar cuota de mercado. Además, toda la información está regida por varias jurisdicciones para ser transmitido legal y físicamente.
El fundador invierte un millón de dólares de sus ahorros personales, de acuerdo a Fortune, para el mantenimiento mensual; en el futuro el servicio se mantendrá de forma independiente al incorporar herramientas para que los desarrolladores vendan aplicaciones o juegos y obtenga parte de los ingresos.
Telegram no lleva una campaña de grandes proporciones para promocionar el servicio. Según las directores de relaciones públicas Lyudmila Kudryavtseva y Liliana Pertenava para vc.ru, los medios de comunicación tienen diferentes percepciones sobre Dúrov y la organización. No obstante, la organización realiza capturas de pantallas promocionales, destacando la participación de la modelo Aliona Shishkova para el estreno de las llamadas de audio.

### Desarrollo del protocolo

Ilustración simplificada del sistema de cifrado MTProto en las conversaciones normales de la nube. Por seguridad, para descifrar los mensajes se necesita de la clave pública y la clave de autenticado. Las dos claves desgranadas están aisladas, siendo esta última disponible solo en la nube de los locutores.

El diseño de la arquitectura en la nube otorga gran importancia a la privacidad y a la seguridad, el mecanismo de autenticación es el número telefónico (tipo +XX XXXXXXXX, sea un servicio de telecomunicación GSM o VoIP) y una clave que caduca tiempo después. Para dicho servicio se desarrolló un protocolo exclusivo para el procesamiento de datos. Esto incluye un sistema de cifrado AES de 256 bits, el sistema RSA de 2048 bits y el protocolo criptográfico Diffie-Hellman. Los primeros prototipos fueron elaborados a mediados de 2012 con la colaboración de Axel Neff e Ilya Perekopsky, cuyo modelo es distinto al protocolo XMPP.
Telegram es una de las pocas aplicaciones de mensajería instantánea libres, aunque de momento solo en el lado de la aplicación. Los clientes de iOS y Android desde la versión 5.13 son reproducibles a partir de su código cuya guía está disponible oficialmente. Para el desarrollo de otras aplicaciones se emplea una API de MTProto (seguido de una dirección privada de acceso), en lugar de bifurcar, respetando las guías de seguridad establecidas de acuerdo a su sitio web. Pável Dúrov cita a la comunidad externa en aportar el código para «reducir espacio en la aplicación» e implementar otras características.
Sin embargo, el código fuente del servidor permanece cerrado, según se ha dicho, hasta que Telegram se asiente con éxito y pueda desarrollar una arquitectura de servidores descentralizada dentro del servicio en la nube de Telegram. En una conversación de 2020 Dúrov señaló en su grupo oficial que aún no están preparados en liberar el código ya que caerían en manos de regímenes para crear infraestructuras cerradas. La API de la arquitectura MTProto permite la implementación a otros lenguajes de programación y la creación de software no oficial sin la obligación de pagar regalías ni otras restricciones. En 2013 Stepan Korshakov aportó gran parte del código fuente, que iba a ser distribuido de código abierto durante 2014 y que no se pudo concretar por problemas de licencias.

### Asistencia comunitaria

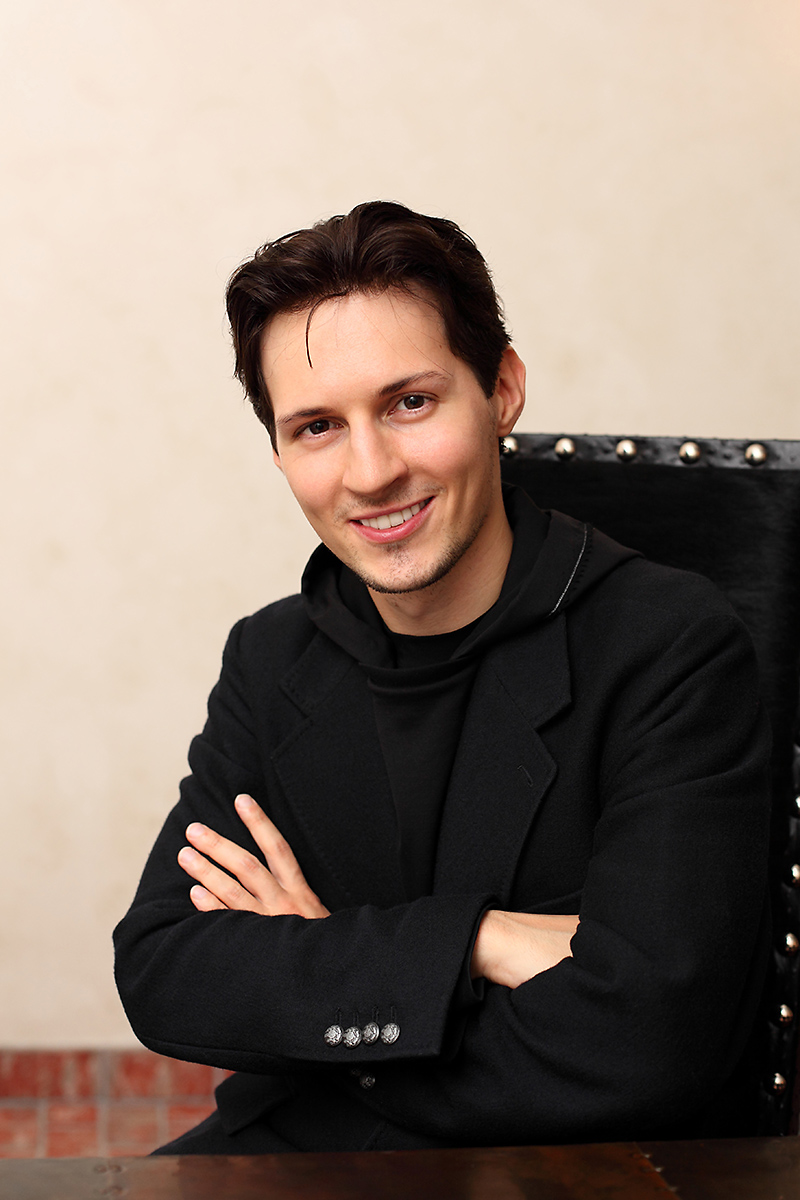
Pável Dúrov, fundador y administrador de Telegram FZ-LLC.

Parte de la organización de Telegram está la asistencia comunitaria. El Telegram Support Force (traducido del inglés: fuerza de apoyo) es un equipo de voluntarios para solucionar temas técnicos, problemas de acceso y experiencia de usuario. La selección de colaboradores es elegida previamente a cargo del relacionista Markus Ra, entre sus requisitos está el manejo de información en un determinado idioma dentro de la aplicación como en las redes sociales. El servicio está incorporado principalmente en la aplicación e intercomunicado según la región geográfica: +42434 para España, +42452 para México y +42450 para el resto de América Latina. Adicionalmente, la aplicación incluye una sección de preguntas y respuestas frecuentes.
La comunidad de Telegram emplea estrategias para organizar las tareas masivas y realizar concursos. En VK se realizó un reto llamado Telegram Challenge para promover el desarrollo de la librería TDlib, que optimiza la interacción entre servidores y clientes para Android. Los voluntarios usan a @smstelegram en Twitter para solucionar la creación de cuentas de usuario.

### Identidad visual
Tanto Telegram como sus servicios utilizan una serie de logotipos para distinguir respectivas aplicaciones. Se destaca el avión de papel en un fondo azul, y no un globo conversacional, que se muestra en orden de aparición:
- Logotipo de la versión 1.x (agosto de 2013).[172]
- Logotipo oficial (2014-presente).
- Variante del logotipo para el diseño material design de Android (versión 3.6, 2016).[173]
- Logotipo de Telegram para móviles desde la versión 5.6 (2019-presente).[174]
- Logotipo de Telegram X con colores oscuros predominantes (disponible en el cliente oficial desde 2019).[175]

### Aplicación multilingüe
Antes de su creación, los clientes estuvieron disponibles para casi 20 idiomas vía Transifex.
Desde 2017 las traducciones de Telegram están administradas en su sitio web. Está disponible en cientos de idiomas, además de las oficiales, y está permitido crear nuevos paquetes y editarlos en tiempo real. Esta mejora se implementó en la versión 5 para clientes oficiales, lanzada en diciembre de 2018. Además se incluyeron grupos de conversación para sugerir mejoras o realizar cambios. Por ejemplo para el caso de español, lleva el enlace oficial t.me/translation_es.
Además, según la página de preguntas frecuentes, la organización contrata a usuarios para traducir el sitio web oficial.

### Políticas de uso

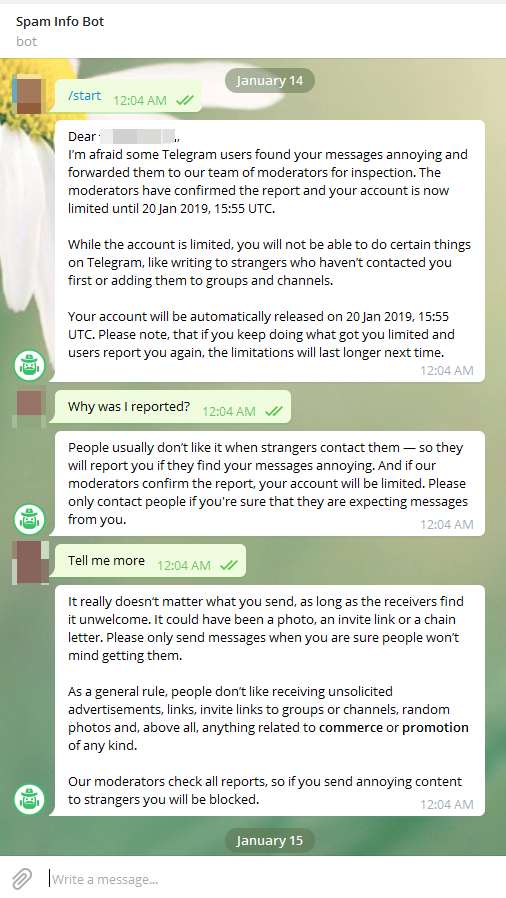
Captura de pantalla que muestra una conversación entre un usuario limitado (quien fue reportado por spammer) y el bot @spambot.

#### Términos de servicio
Hasta finales de 2015 la organización aplicaba sus reglas de uso en la página de preguntas frecuentes y no venían integradas en las aplicaciones. Desde enero de 2016 se elaboraron los términos de servicio basado en un boceto que realizó Dúrov.
- No enviar mensajes no deseados a terceros.[nota 12] Las cuentas reportadas son limitadas (por ejemplo, no pueden establecer conversaciones con alias público o unirse a un grupo) por una semana o más, dependiendo de la gravedad.[182] Si ocurre por equivocación, el acusado puede enviar una solicitud a @spambot con explicaciones razonables.[183]
- Los stickers, grupos, bots y canales públicos no pueden ser empleados con fines pornográficos si el país no lo permite.[nota 12] Tampoco debe recurrir explícitamente a la violencia y, en su lugar, debe promover discusiones y manifestaciones pacíficas.[184] Otras reglas son sobre no publicar contenido que infrinja los derechos de autor,[185][186] ni promover material que incita el abuso infantil, este último comunicado en 2018.[144]
- Los usuarios de Europa deben tener al menos 16 años.[nota 12] Las leyes locales aplican en el lugar donde se transmite (sea normal o mediante chat secreto). Por ser un servicio basado en la nube, si el mensaje es almacenado en un servidor de cierto país se aplicaría bajo las leyes de ese país.[141]

Después de la publicación de los términos de servicio en 2016, se añadieron otras restricciones menores:
- Uno de ellos es que cualquier conversación que fomente el fraude o scam será reportado y el responsable será catalogado como tal.[51]
- También se puede solicitar el retiro de contenido con información privada; como lo ocurrido en agosto de 2019, cuando Telegram retiró un archivo de un canal público que contenía números telefónicos y de pasaporte de activistas opositores al gobierno ruso.[187]
- En caso de que el canal está catalogado para mayores de 18 años, por políticas de distribución de aplicaciones de Apple, deja de accederse públicamente.[188]

#### Suspensión del servicio
Los acusados por infringir los términos de servicio son realizados en privado, reenviados al equipo oficial. Tras ello, en un reporte de diciembre de 2018 por Telegram Support Force, estima que un 90% de los reportados (que formaría un 0.2% de total de usuarios activos) son liberados 24 horas después de realizar actividades que generaban malos entendidos.

#### Política de privacidad y servidores

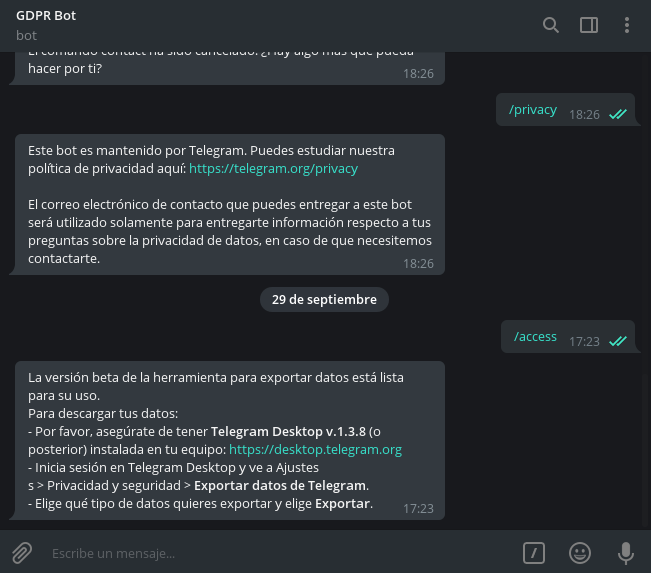
Captura de pantalla del bot oficial @GDPRbot. Incluye un minitutorial para descargar los datos privados en la versión de escritorio.

Telegram usa la política de privacidad de 2018, que cumple el GDPR de la Unión Europea. A enero de 2021 los datos principalmente almacenados en su política son direcciones IP, número telefónico, los contactos y ajustes del perfil guardados en los centros de datos, justifican que «sólo almacenan los datos esenciales para que la aplicación funcione bien». Para el caso de la App Store de Apple los datos que vinculan del teléfono se limitan al nombre, número requerido para crear la cuenta, la lista de contactos y la identificación de la cuenta. En junio de 2021, Telegram añadió una explicación adicional tras la inclusión de otras etiquetas en su tienda de aplicaciones, especialmente debido a la sincronización de los dispositivos fuera del sistema de Apple como los detalles sobre juegos, compras realizadas con los bots y la ubicación de los contactos.
Según un tuit de Telegram junto a TechCrunch en 2014, la central de datacenter estaría en Londres y se repartirían en Singapur, Estados Unidos y Finlandia. Los mensajes se sincronizan entre dispositivos y que se acceden desde el historial. También usan infraestructura auxiliar para la distribución de contenidos, que se diferencian a los servidores y sirven para países con gran demanda de canales como Irán. Según Forbes en 2020 los servidores no dependen de terceros como AWS. En 2021 Dúrov aclaró que tardó varios años de mejoras para que los mensajes estén desorganizados con las claves desgranadas y que estos no se descifren si alguna parte de las infraestructuras de centro de datos propias fuesen confiscadas.
La información privada es guardada con la cuenta de usuario (o ID). Los mensajes son enviados en los servidores descentralizados. Además de que los receptores cuentan con una clave de cifrado. Los mensajes enviados antes de 48 horas pueden ser borrados remotamente. En el caso de los chats secretos los mensajes no son sincronizados ni reenviados y aplican una prueba de conocimiento cero. Para las llamadas voluntariamente se desactivan la opción P2P para evitar filtraciones de datos.
Para las búsquedas y previsualizaciones realizadas en servicios de terceros como YouTube o Giphy la aplicación envía solo la solicitud al servidor de Telegram. Después el servidor envía en la solo la solicitud API al proveedor de contenido, lo que oculta el origen de la búsqueda sin revelar la ID del usuario ni la dirección IP.
La lista de contactos se agrega al importar desde la lista guardada del teléfono, con la opción de vaciar y volver a importarla, y no es una obligación para usar el servicio. También se conserva los números no registrados en la plataforma para notificar en el futuro si alguien se registró recientemente en Telegram. En febrero de 2014 el equipo técnico tuvo que reconocer algunos problemas con la sincronización tras la llegada de nuevos usuarios en sus servidores, descartando un ataque externo.
Aunque la información no es compartida con terceros ni empresas de publicidad y que los datos se reducen lo mínimo posible si el usuario desea, existe una excepción para evitar su abuso. En una actualización de agosto de 2018 señala que «si Telegram recibe una decisión judicial que confirme que usted es sospechoso de terrorismo, entonces podemos hacer pública [solo] su dirección IP y su número de teléfono». En caso de que ocurra, se anunciará en un informe de transparencia. El mecanismo procede al conseguir consenso entre las autoridades del país que pertenece el infractor y el equipo de desarrolladores. Sin embargo, la información se muestra tal cual, ya que Telegram permite el uso de tarjetas prepago —que se limitan a pagar anónimamente para adquirir una línea telefónica— y la red Tor.
Para descargar la información recopilada, el cliente para escritorio habilitó dicha opción en la versión 1.3. También se añadió el bot oficial @GDPRbot con instrucciones para conocer la política de privacidad y comunicar al delegado de protección de datos. Además, el usuario podría destruir toda su información sea voluntariamente o cuando no ingresó sesión durante un plazo entre 1 a 12 meses, dependiendo de como lo configuró.
Durante su desarrollo Telegram sufrió problemas de conectividad. El 27 de septiembre de 2014 el servicio sufrió las consecuencias de un ataque DDoS. En total se realizaron tres intentos a una tasa de datos 150+ Gbit/s durante 7 horas, generando un tráfico bastante saturado. En julio de 2015 se generó otra denegación de servicio similar en el sureste de Asia y que se amplió mundialmente originado supuestamente por servidores comerciales infectados.

## Aplicaciones disponibles

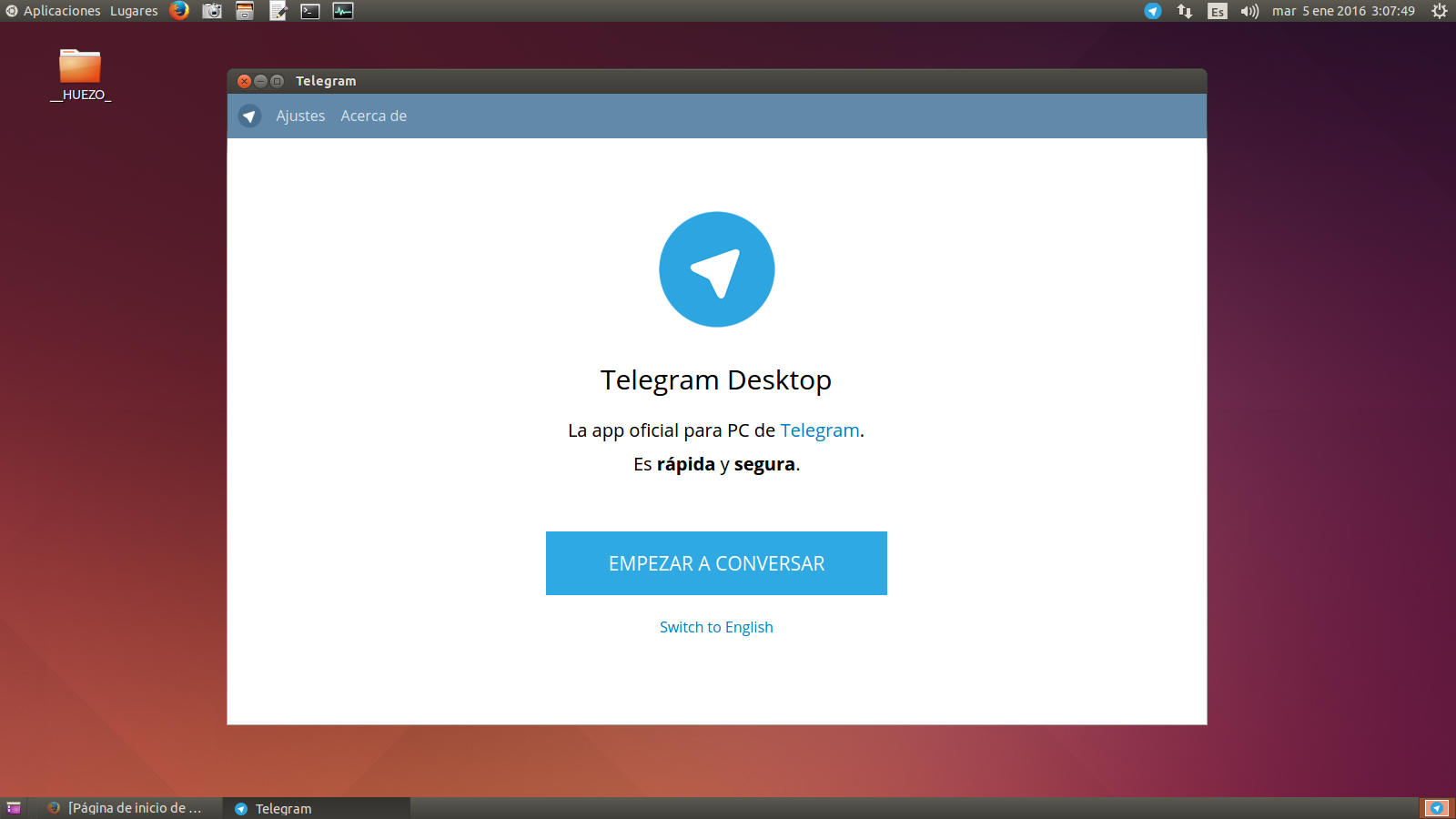
Pantalla de bienvenida de Telegram Desktop en Ubuntu. Desktop una de las aplicaciones disponibles oficialmente para computadoras de escritorio y portátiles.

El servicio cuenta con varios clientes para los usuarios con sus respectivas plataformas, cuyo soporte se expandió con el paso del tiempo. Los clientes pasan a los servidores alrededor del mundo, para mejorar los tiempos de respuesta localizan la posición geográfica del cliente. Esta lista está enfocada en clientes desarrollados oficialmente, incluyendo ediciones descontinuadas como los concursos anunciados en Rusia para desarrolladores aficionados.

### Actuales
Esta tabla muestra las versiones desarrolladas por el equipo para la plataforma con el apoyo de la comunidad. No incluyen detalles sobre las aplicaciones clones, como Plus Messenger, por ser bifurcaciones en versiones oficiales. En ocasiones, los chats secretos no están activados por defecto por cuestiones de accesibilidad y que incluyen básicamente el cifrado entre cliente-servidor: los mensajes son almacenados con información de emisor-destinatario y leídos por clientes que cumplan con las normas de descifrado.
| Plataforma   | Enlace de descarga      | Versión | Licencia            | Chats secretos | Llamadas VOIP | Chats de voz | Captura de pantalla | Notas |
| ------------ | ----------------------- | ------- | ------------------- | -------------- | ------------- | ------------ | --- | --- |
| iOS          | telegram.org/dl/ios     | 11.12.1 | GPLv2 o posteriores | Sí             | Sí            | Sí           | Montaje de Telegram en español, capturado desde un iPhone 4S con iOS 8. En el medio se ubican los contactos; a la derecha, el historial. | Lanzada en agosto de 2013 para iPhone y iPod Touch y relanzado en julio de 2014 con soporte para iPad (véase HD), está optimizado para equipos desde la versión 6.También admite Apple Watch. El código fuente del framework para portar a iOS/MacOS es liberado por separado. |
| Android      | telegram.org/dl/android | 11.12.0 | GPLv2 o posteriores | Sí             | Sí            | Sí           | Telegram en un Android para tablets. | Disponible desde Android 2.3 con soporte para smartwatches Wear. La incorporación en idioma español fue anunciada oficialmente en la versión 1.3.17. Hasta la versión 3.3.2, lanzada en diciembre de 2015, era posible ejecutar en móviles con Android 2.2. En algunas versiones el isotipo era un ícono casi triangular en lugar del tradicional papel (). En abril de 2021, se anunció una página de acceso oficial para descargar el instalador APK que elimina algunas restricciones impuestas en Google Play e integra actualizaciones automáticas. |
| Ubuntu Touch | (no disponible)         | 2.2.4.0 | GPLv3               | Sí             | No            | No           | | Desarrollado en conjunto por Ubuntu Core App Developer, viene incluido de forma gratuita en algunos modelos de celulares. En septiembre de 2015 se lanzaría una actualización de software escrita en QML. |

| Plataforma                           | Enlace de descarga   | Versión | Licencia              | Chats secretos | Llamadas VOIP | Chats de voz | Captura de pantalla | Notas |
| ------------------------------------ | -------------------- | ------- | --------------------- | -------------- | ------------- | ------------ | ------------------- | --- |
| Windows, Mac OS X y basados en Linux | desktop.telegram.org | 5.15.2  | GPLv3 excepto OpenSSL | No             | Sí            | Sí           |                     | Llamado simplemente como Desktop, utiliza la biblioteca Qt y es desarrollada por la comunidad. Se anunció de forma oficial a finales de 2014 con un modo compacto que reduce la ventana a una columna en pantallas reducidas. Disponible también como aplicación portátil para Windows. Llamadas implementadas en mayo de 2017. |
| MacOS                                | macos.telegram.org   | 11.12.2 | GPLv2                 | Sí             | Sí            | Sí           |                     | La primera versión oficial exclusivamente para Mac OS X, llamada anteriormente Viko Messenger. A diferencia de la edición Desktop, está programado en Objective-C y solo está disponible en la tienda de aplicaciones de Apple. Desarrollada originalmente por Denis Olszyna.                                                   |

### Telegram Web
Telegram Web es una aplicación para navegadores de Internet y emula el funcionamiento de aplicaciones móviles y de escritorio sin depender de recursos del sistema o almacenamiento adicional, especialmente en dispositivos Android inferiores a 4.1 y iOS inferiores a 9.0 que son incompatibles con el cliente nativo.  Se consideró como oficial en la versión 0.3.2 con el cambio al dominio web.telegram.org en octubre de 2014. Su desarrollo inició a inicios de 2014, según Dúrov, bajo el nombre Webogram. Sus versiones preliminares compiladas son distribuidas en Github.
En enero de 2021 se anunció el proyecto de renovación del cliente web para llevar todas las características actualizadas. Llevan compatibilidad con Safari para convertirlo como alternativa al cliente oficial de iOS en caso de que deje de estar disponible. En abril de ese año, Telegram publicó dos nuevos prototipos operativos y en desarrollo avanzado llamados en clave webk y webz que reciben correcciones desde el registro de bugs. El 28 de abril de ese año se estrenaron a nivel global con páginas web oficiales para uso regular en navegadores web en dispositivos de escritorio y móviles.
| Nombre clave         | Sitio web                                                        | Autor del repositorio                           | Licencia | Captura de pantalla | Notas |
| -------------------- | ---------------------------------------------------------------- | ----------------------------------------------- | -------- | ------------------- | --- |
| Telegram WebK y WebZ | web.telegram.org (principal) webk.telegram.org weba.telegram.org | Eduard Kuzmenko (WebK) Alexander Zinchuk (WebA) | GPLv3    |                     | Dos clientes anunciados oficialmente en abril de 2021. Llevan interfaces idénticas, modo oscuro, animaciones de transición y ofrecen prestaciones recientes de los clientes móviles oficiales incluido iniciar sesión desde código QR. En el comunicado oficial, la razón de porque publicaron dos clientes, con breves diferencias entre sí, está en generar competencia interna después de ser los finalistas del concurso a inicios de 2021. |

### Descontinuados
| Plataforma      | Aplicación(es) | Estado        | Detalles |
| --------------- | -------------- | ------------- | --- |
| Android         | N              | Finalizado    | Previo a la decisión oficial del jurado, hubo un concurso para escoger que variante usar en Telegram. El 7 de septiembre de 2013 se escogieron dos: la N edition de Nikolai Durov y la S edition de Stepan Korshakov, siendo la primera la ganadora por elección de la comunidad. |
| BlackBerry 10   | Sin nombre     | Finalizado    | Existió una aplicación experimental, no nativa, desarrollada por Sebastian Bayerl y basada en Android. Tras un concurso para adaptar la versión nativa a mediados de 2014, donde no hubo un ganador de por medio, se hicieron seis menciones aún inestables. Se esperó emplear un cliente ya desarrollado en mayo de 2015. |
| iOS             | HD             | Descontinuado | Telegram HD fue publicada en simultáneo a mediados de 2014 debido a las decisiones de organización impuestas por Apple. La diferencia es ofrecer una versión completa nativa en iPads con pantalla Retina en lugar de redimensionarlas. Esto generó críticas con la edición tradicional, confundiendo la política de revisión, por lo que fue retirada tiempo después para centrarse en una única.                                                                    |
| Windows Phone   | Telegram       | Descontinuado | En mayo de 2014 se adoptó del cliente Ngram para anunciar su primera actualización oficial. Con una interfaz Metro mucho más amable para la versión 7 y superior, se han adaptado las mismas características de sus antecesores. El cliente fue etiquetado de beta hasta agosto de 2015. Llamadas se implementaron en mayo de 2017. A enero de 2020 la aplicación ya no recibe soporte desde octubre de 2019.                                                         |
| Navegadores web | Telegram Web   | Descontinuado | Fue el cliente más antiguo en desarrollarse. Se caracteriza por compartir contenido en HTML5 (imágenes, stickers y archivos) con contactos añadidos previamente o de forma manual. También permite administrar grupos, canales y bots. Para la integración con navegadores web se desarrolló una extensión para Chrome OS y Firefox OS. Este último lleva una calificación de 3+ según el IARC. A junio de 2021, web.telegram.org redirige al azar hacia WebK o WebZ. |

## Adopción de usuarios
Telegram tiene acogida en países como Irán, con más de 40 millones de usuarios en 2017; Rusia, alrededor de 2 a 15 millones en 2018; España, cuyo uso estimado es el 13% de los clientes digitales a 2018 y es usado en partidos políticos; y Etiopía, que es el único país de África con mayor uso de cibernautas según la publicaciónde Hootsuite y We Are Social en 2018.
En los medios hispanohablantes, los portales web de Engadget, Cinco Días, CNET, El Comercio de Asturias, el portal Perú.com y la agencia Europa Press le dieron un visto positivo a la aplicación. Para 2014 las razones sobre su adopción fueron el almacenamiento en la nube, los chats secretos y el compromiso de ser un «servicio independiente».

### Cifras
Pese a su lanzamiento casi tardío frente a otras aplicaciones de mensajería masivas, el servicio creado por rusos llegó recibió una "avalancha" de usuarios en febrero de 2014; con nueve millones en cuatro días llegó a tener la misma aceptación junto a veteranos como Line y Skype. Esta aplicación llegó a ser la más descargada de la App Store en 48 países durante ese mes, y se incluyó en la lista anual de las aplicaciones favoritas por Google Play.
Las cifras de crecimiento de usuarios son las siguientes: En octubre de 2013 hubo cien mil usuarios activos, la RBTH reportó en diciembre un millón de usuarios. El 24 de marzo de 2014 contó con más de 35 millones de usuarios en todo el mundo, y creció a 50 millones el 8 de diciembre del mismo año. En mayo de 2015 la cantidad de usuarios activos llegó a los 62 millones con un tráfico de dos mil millones de mensajes desde su lanzamiento. Según TechCrunch en ese año se compartieron 35 millones de fotos al día. En septiembre de 2015, un blog de la organización anunció el envío en la plataforma 12 millardos de mensajes al día.
En febrero de 2016, Dúrov anunció en una conferencia de la MWC la llegada de 100 millones de usuarios activos al mes, con 350.000 nuevos usuarios diarios, superando la barrera de 15 millardos de mensajes diarios. En octubre de 2017 El País, de España, estima que llegaron a los 170 millones de usuarios con un tráfico de 70 millardos de mensajes al día.
En febrero de 2018, en el blog oficial, señala que pasó los 200 millones de usuarios activos mensualmente. "Si fuera un país, seríamos el sexto con mayor población en el mundo", señalan. En abril de 2019 el desarrollador para TON Alexander Filatov indicó para Vedomosti una estimación de 260 millones de usuarios. El 24 de abril de 2020 el blog anunció que alcanzó los 400 millones usuarios con un máximo de 1.5 millones de inscritos al día.
El 12 de enero de 2021 Dúrov anunció mediante su canal oficial el alcance a 500 millones de usuarios activos en la aplicación, con un récord de 25 millones de altas en 72 horas. Un 36% de las altas de los últimos tres días registrados vienen de Asia, 27% de Europa, 21% de América Latina y 8% de la región "norte de África y Medio Oriente". En cuanto a descargas registradas, el medio Business Insider citó a Sensor Tower que alcanzó las 9 millones de descargas en dispositivos móviles entre el 6 y 11 de enero; mientras que Apptopia, compartida por ABC News, calcula que fueron 13 millones de descargas entre el 4 y 13 de enero.

#### Rusia
En febrero de 2019, Mediascope calculó que el número de usuarios mensuales es de casi 4.4 millones. Cifra que incrementó a 30 millones en junio de 2020 en una publicación de Pável Dúrov. En julio de 2019 la agencia Admitad para el sitio web cossa.ru señaló que el comercio dentro de la plataforma superó en medio año los 520 millones de rublos (unos 8.2 millones de dólares). A pesar de los intentos de dejar la plataforma inaccesible en Rusia tras la orden judicial en abril de 2018, el Ministerio de Comunicaciones de ese país considera a Telegram como uso legítimo. Finalmente, en junio de 2020 la aplicación se encuentra accesible a nivel nacional tras la revocación de la orden judicial.
Los canales de Telegram obtuvieron mayores visitas dentro del país, con más de 209 millones de visionarios según TJ entre el 14 y 16 de abril de 2018. Para 2019 la cantidad enlaces citados a los canales en la web de Meduza se asemeja a la de Facebook. Instituciones políticas como el Gobierno de la Federación de Rusia, medios de comunicación estatales y activistas usan este servicio. Para la Oficina de Asuntos Presidenciales de Rusia las consideran como "blogs de Internet" y que las publicaciones "[son accesibles] sin restricciones".

#### España
El uso activo de Telegram en España ─plataforma de mensajería y VOIP desarrollada por los hermanos Nikolái y Pável Dúrov─ creció de manera progresiva desde su llegada al país en 2014. Según una encuesta de 2016 de la agencia estadística Statista, Telegram aglutina al 13% de los usuarios digitales españoles. Es precisamente en ese país, donde la aplicación de mensajería con sede en EAU tuvo una de las principales acogidas en Europa tras su traducción al español en 2014. En 2018 se oficializó la versión en catalán, hecho que aumentó notoriamente su popularidad en la comunidad de Cataluña y generó numerosos canales de las diferentes consellerias de la Generalidad y demarcaciones administrativas.

#### Irán
La cantidad de usuarios de Telegram en Irán fue de 50 millones en 2018, más de la mitad de la población censada en ese año. Dicho servicio de mensajería instantánea ocupa el 60% del ancho de banda de Internet de ese país.
Telegram (en persa: تلگرام, Telâgram) surgió después de las interrupciones causadas por el gobierno iraní en los servicios Viber y Line, alrededor de 2015. La seguridad fue la razón más importante que llevó a esta migración. Además, este servicio permitía intercambiar archivos de hasta 1 GB (desde 2020 se incrementó a 2 GB).
Tras ello, el Gobierno de la República Islámica de Irán ha considerado planificar un bloqueo de acceso a Telegram e impuso frecuentes limitaciones al acceso de los usuarios. Durante las protestas del 8 de diciembre de 2017, Telegram estuvo inaccesible por más de una semana y finalmente estuvo disponible nuevamente el 23 de diciembre de 2017. Fue nuevamente bloqueado el 10 de mayo de 2017 por las autoridades judiciales. En la orden judicial de la Fiscalía de Teherán, se dijo que Telegram debe ser bloqueado por los ISP de tal manera que no se pueda lograr incluso con herramientas similares a las VPN.

### Casos notables
A 2021 varias autoridades aplicaron y/o promocionaron con frecuencia el servicio Telegram durante los cargos mayores. Algunos de ellos usan los canales verificados para comunicar actos oficiales al público.
- Keiko Fujimori: política peruana que admitió públicamente su uso,[348][349] junto a los congresistas de la bancada de Fuerza Popular entre 2016 y 2019.[350][351]
- Ricardo Rosselló: gobernador de Puerto Rico, cuya difusión conllevó a una serie de protestas.[352]
- Sérgio Moro: un medio de comunicación aprovechó el secuestro por casilla de voz para acceder los mensajes del entonces Juez Federal de Brasil durante su gestión en 2018.[353][354]
- Pablo Iglesias: vicepresidente de España en 2020. Anteriormente promocionó con su partido político español Podemos.[355]
- Cristina Fernández de Kirchner: política y presidenta de la Argentina entre 2007 y 2015.[356][357]
- Emmanuel Macron: desde 2016 tras la toma del cargo como presidente de Francia.[358][359]
- Jair Bolsonaro: presidente de Brasil desde 2019 a 2022.[360]
- Nicolás Maduro y Juan Guaidó: pese a la crisis institucional, en diciembre de 2020 los presidentes en disputa usan la aplicación para mantener comunicado con la población venezolana.[361][362]

Además de personalidades políticas, destacan a celebridades como Milo Yiannopoulos y Cepeda. También participaron medios de comunicación como Clarín (con una nominación a los Digital Media Awards), RIA Novosti (que emplean los canales RT en Español y Sputnik desde 2016) y las ediciones locales del grupo Prensa Ibérica (mediante bots para compartir información entre el medio de comunicación y los lectores). Lejos de Iberoamérica, se incluyen Financial Times y Bloomberg.

#### Manifestaciones
La aplicación tuvo importancia en protestas y manifestaciones. Tras el bloqueo en Rusia en abril de 2018 los manifestantes de #resistenciadigital saltaron las restricciones de acceso y utilizaron los aviones de papel en representación al logo. En junio de 2019 en las protestas de Hong Kong se crearon centenares de grupos masivos congregando a más 70 mil personas, el 1% de la población del país, usando las encuestas como elemento de organización. Hasta enero de 2020 un informe de Alto Data Analytics para el parlamento europeo indicó que se encontraron 63 grupos relacionados con las revoluciones sociales en Chile de 2019. En agosto de 2020, los canales recurrieron a los servidores proxy para subir vídeos y comunicar a la población de Bielorrusia los incidentes de las elecciones presidenciales.
En el caso de España, durante 2017 y 2018 los Comités de Defensa de la República usaron los canales como boletín de noticias para Cataluña. Al año siguiente, en septiembre de 2019, se creó el canal independentista Tsunami Democràtic, el más popular del país en ese año con una suscripción de 50 mil en la primera semana de octubre y 380 mil al 1 de noviembre. Junto a ello está el canal de Anonymous Cataluña conformado por 225.000 usuarios.

## Recepción

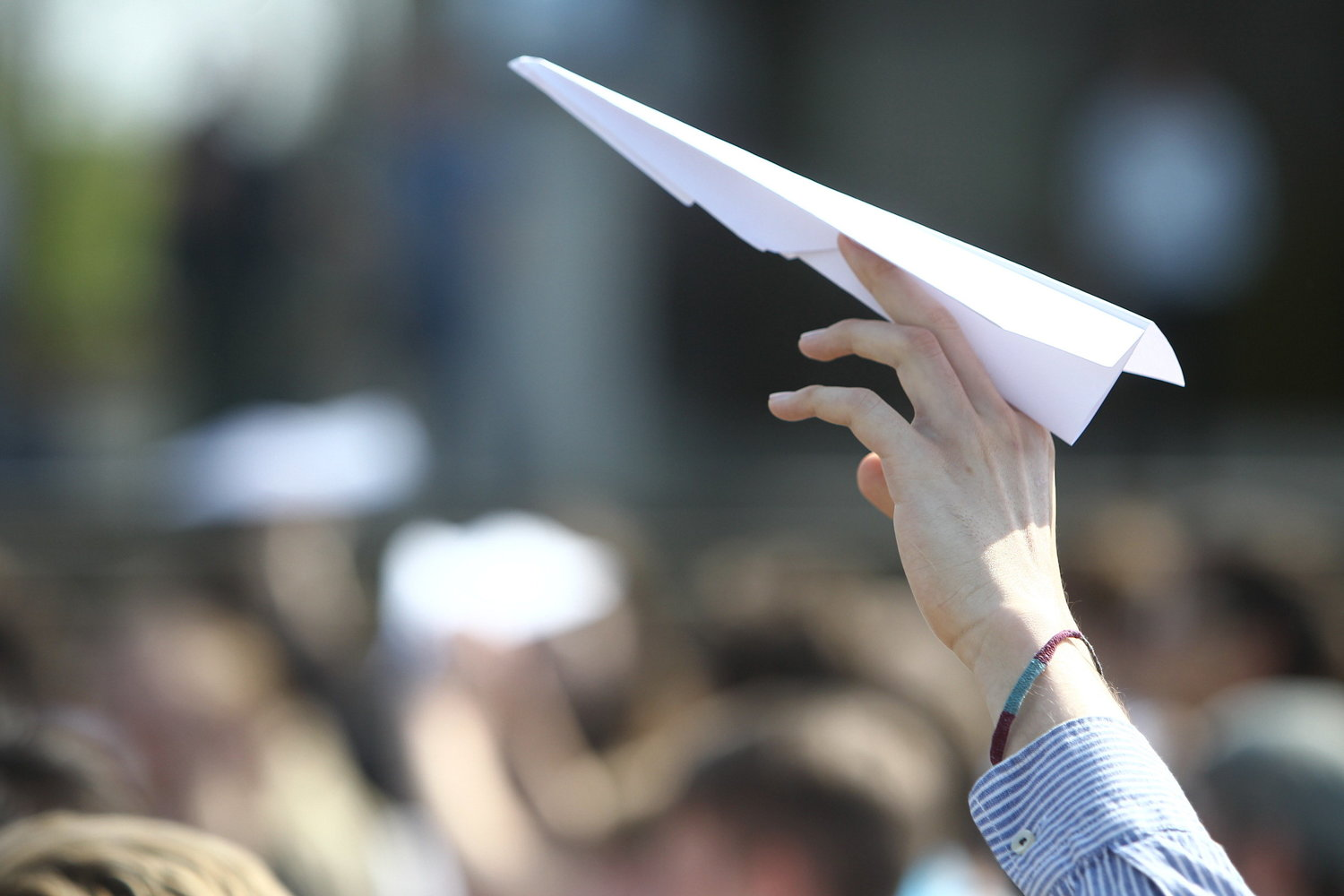
El avión de papel, que forma el isotipo de Telegram, se usó en manifestaciones en contra del bloqueo de acceso en Rusia. Imagen proveniente de la manifestación #ResistenciaDigital en abril de 2018.

Telegram recibió una serie de críticas mixtas. Inicialmente la aplicación generó polémica sobre su seguridad y la competencia de la mensajería instantánea. También las autoridades consideraron bloquear el servicio por estar relacionado con asociaciones terroristas.

### Competencia
Telegram ganó usuarios al ser un «servicio independiente» y «libre de publicidad» ocurrido tras la compra de WhatsApp a Facebook. Se comparó frecuentemente a la empresa de Mark Zuckerberg y los intentos de copiarla. Además, la característica de los chats secretos inspiró a otras aplicaciones a implementar sus propias versiones bajo diferentes nombres.
Sin embargo, el CEO Jan Koum acusó a Telegram por falta de identidad, «nunca tuvo ideas originales ni las tendrá». Años después Pável Dúrov respondió que características implementadas en su aplicación «serán predichas en un año» e indicó que algunos trabajadores estuvieron «a punto de ser contratados» por Koum. En 2018, su equipo de desarrolladores estrenó una aplicación con stickers propios, creados anteriormente para el servicio de mensajería, para su rival con un mensaje para promocionarla. En 2019 la situación cambió completamente cuando Dúrov escribió cómo Facebook contradijo el principio de «privacidad como parte del ADN» y acusó a WhatsApp de spyware. Además, sugirió a los usuarios desinstalar la aplicación de su excompatriota tras el caso Pegasus. En enero de 2021 surgió una nueva migración, junto a Signal, tras demostrarse en los términos de servicio que recolectará algunos datos de la aplicación de WhatsApp a Facebook. En octubre de 2021 Dúrov anunció que 70 millones se registraron a la plataforma durante el apagón de 6 horas en los servicios de Facebook con un ligero retraso para los usuarios del continente americano.

### Auditorías y reportes
A pesar de su eficiencia para el envío de mensajes, el desarrollo por cuenta propia provocó las molestias de especialistas hacia el cifrado de MTProto y las correcciones realizadas con el tiempo. Desde 2013 aficionados en criptografías de HackerNews y otros colectivos criticaron a la plataforma, en el cual, el fundador retó a descifrar los mensajes de las conversaciones para ganar un premio. Pese a que se recompensaron y corrigieron vulnerabilidades, en la web indicó que ningún especialista rompió las claves de seguridad propuestas en el Criptoanálisis. En diciembre de 2017 se realizaron varios cambios y mejoras de seguridad en la versión 2 de MTProto. En las preguntas frecuentes de Telegram describen que en las implementaciones de MTProto utilizan métodos a prueba de interferencias. Además, un mecanismo bastante complicado consumiría muchos recursos a la plataforma. Existen métodos para cambiar la API y reducir la transferencia de metadatos, por ejemplo, el caso del sitio web habr.com que usa bloqueo en un canal privado de comunicación. Entre mediados y finales finales de 2015 el Estado Islámico, cuando prefirió difundir material terrorista en los canales, destacó el funcionamiento de Telegram por mantener la confidencialidad en las conversaciones y fue compartido por la prensa internacional. Dúrov vaticinó esa acogida porque «hay una guerra […], el Estado Islámico siempre encontrará una manera de comunicarse entre ellos. Si algún medio de comunicación no les resulta seguro, lo cambian por otro».En España, la Guardia Civil considera que es difícil extraer información y se está haciendo campañas para desarticular organizaciones criminales que residen en la plataforma amparada bajo leyes de privacidad. Para Dmitri Peskov, representante especial del Presidente de la Federación Rusa, cree que «la solución de software de [Telegram] es la elección más obvia» en lugar de crear mensajeros domésticos para su país, aclarando que no existe la garantía perfecta para cualquier servicio de mensajería.

### Controversia por uso ilegal
Durante su adopción Telegram tuvo una utilidad de carácter ilegal y provocó malestar entre los desarrolladores y las autoridades. En diciembre de 2016 el equipo anunció el canal Isis Watch (@isiswatch) para conocer en números los canales, grupos y bots eliminados por su naturaleza terrorista cada día. En febrero de 2018 Apple retiró temporalmente a Telegram de la App Store por su relación con la difusión pedopornográfica. En noviembre de 2018 se creó un canal para conocer los reportes de abuso infantil. En mayo de 2019 el Centro Español de Derechos Reprográficos informó que Telegram colaboró y bloqueó 16 canales que distribuyeron libros y revistas sin autorización de sus autores. En marzo de 2020 la policía de Corea del Sur confirmó la existencia de una organización criminal que lleva el nombre de Nth Room.

### Premios y reconocimientos
- Google Best In Class Android Design, mención especial en 2015[417][418]
- El Android libre Aplicación del año, diciembre de 2014 a enero de 2015[419]
- Wayerless Mejor Aplicación del 2014, diciembre de 2014[420]
- The Europas Fastest Rising Startup, junio de 2014[421]

### Otros eventos
En abril de 2018 un tribunal de Moscú ordenó bloquear el acceso a Telegram debido a que no obedeció las órdenes de la entidad Roskomnadzor. En marzo de 2019, usuarios manifestaron el descontento de la característica para borrar conversaciones completas entre dos usuarios.
El 18 de marzo de 2022, el juez del Supremo Tribunal Federal de Brasil, Alexandre de Moraes, ordenó bloquear la red social por no colaborar con las autoridades y no combatir la desinformación. La red social es usada por Jair Bolsonaro y grupos afines a este. Bolsonaro calificó la medida como "inadmisible" y agregó que tal decisión, pone en riesgo "la vida y la libertad de los brasileños".